# Best of: sei amore
Best of: sei amore è la prima raccolta ufficiale di Paolo Meneguzzi pubblicata il 24 maggio 2011. L'album è stato pubblicato per il mercato italiano e quello tedesco. Il tour promozionale legato all'album è partito il 23 aprile 2011 dal Palaghiaccio di Biasca, Svizzera.

## Tracce
1. Sei amore - 3:41 (inedito)
2. Love - 3:35 (inedito)
3. Musica - 3:45
4. Imprevedibile - 3:34
5. In nome dell'amore - 3:28
6. Lei è' - 3:14
7. Verofalso - 3:15
8. Non capiva che l'amavo - 3:30
9. Quel ti amo maledetto - 3:55
10. Baciami - 3:10
11. La mia missione - 3:56
12. Ti amo ti odio - 3:27
13. Guardami negli occhi (prego) - 3:20
14. Se per te - 3:37
15. Sara - 3:10
16. Era stupendo - 3:32
17. Grande - 3:53
18. Arià Ariò - 7:08

## Classifiche
| Classifica (2011) | Posizione massima |
| ----------------- | ----------------- |
| Italia            | 18                |
| Svizzera          | 65                |